# Janick Gers
Janick Robert Gers (Hartlepool, 27 gennaio 1957) è un chitarrista britannico, membro del gruppo musicale heavy metal Iron Maiden.

## Biografia
Figlio di un ufficiale della marina polacca, Gers mostra nella sua adolescenza un interesse maggiore per lo sport piuttosto che per la musica. Nuoto e calcio sono la sua vera passione fino a che a 18 anni in cambio di duecento pezzi di tabacco riceve la sua prima Fender Stratocaster. Si avvicina quindi a quelli che diventeranno i suoi miti: Rory Gallagher, Led Zeppelin, T. Rex, e soprattutto i Deep Purple e al loro chitarrista Ritchie Blackmore.
Il suo primo gruppo di debutto sono i White Spirit (1975) una delle tante band uscenti dal NWOBHM. Con loro pubblica un singolo nel 1978 (Back To The Grind), e nel 1980 l'omonimo album di debutto. Con i White Spirit ha la possibilità di andare in concerto con Ian Gillan, cantante dei Deep Purple. Riuscito ad entrare nella sua band (i Gillan) pubblica due album (Double Trouble nel 1981 e Magic nel 1982). Quando Gillan deciderà di sciogliere la band Janick entra in crisi e decide di riprendere gli studi (non abbandonando però la chitarra), fino ad arrivare alla laurea in sociologia.
Nel 1986 entra nei Gogmagog a fianco di Paul Di'Anno e Clive Burr, ma il progetto non andrà a buon fine. La svolta si ha quando l'amico Bruce Dickinson, cantante degli affermati Iron Maiden, gli propone di suonare nel suo primo album solista, Tattooed Millionaire, e nel relativo tour. Con l'uscita di Adrian Smith dagli Iron Maiden, Steve Harris si rivolge a Gers per affiancare Dave Murray alla chitarra. Janick entra in tempo per la registrazione di No Prayer for the Dying. Dimostra subito al pubblico la propria abilità chitarristica suonando pezzi notevoli, come il primo assolo di Holy Smoke, e soprattutto interpretando molti degli assoli di Adrian Smith, del quale era sostituto. Nel 1990 partecipa anche a Vigil in a Wilderness of Mirrors dell'ex cantante dei Marillion, Fish, suonando su una canzone, View from the Hill, composta dallo stesso cantante e Gers.
Nel 1993 Bruce Dickinson decide di uscire dagli Iron Maiden, pare per contrasti con Harris, e viene sostituito da Blaze Bayley. Nel 1995 viene pubblicato The X Factor, in cui Gers contribuisce alla stesura della stragrande maggioranza dei pezzi. Tre anni dopo, esce Virtual XI, ma a causa delle scarsissime vendite sorgono contrasti tra Blaze ed il resto della band, in particolar modo, pare, proprio con Janick e Nicko McBrain. Secondo alcune indiscrezioni, i rapporti tra Gers e Bayley furono talmente deteriorati che Janick, dopo essersi consultato con Nicko McBrain e l'altro chitarrista Dave Murray, arrivò al punto di minacciare Harris di lasciare la band insieme agli altri due musicisti, se Bayley non fosse stato allontanato.
Nel 1999 Bruce Dickinson ritorna negli Iron Maiden, per sostituire Blaze Bayley alla voce. Nello stesso anno, il secondo "figliol prodigo" della vecchia formazione dei Maiden, Adrian Smith, rientra nella band. Gers non verrà tuttavia sostituito, e la band diventerà perciò un sestetto, forte di ben tre chitarristi.
Nonostante il rientro di Adrian Smith e Bruce Dickinson, che negli anni d'oro dei Maiden si erano distinti per l'abilità compositiva, Gers ha continuato ad offrire un grandissimo contributo alla band, scrivendo pezzi di notevole complessità esecutiva come Dream of Mirrors, Gates of Tomorrow, Dance Of Death, Montsegur, The Legacy e molti altri.

## Stile musicale
Dotato di grande tecnica e abilità, Gers possiede uno stile ed un "tocco" molto personale e diverso dagli altri due membri chitarristi degli Iron Maiden che viene celebrato nel suono del suo strumento caratterizzato, per quanto riguarda gli assoli, da una notevole velocità e dagli ampi spazi lasciati all'improvvisazione blues-oriented, soprattutto nelle esibizioni dal vivo. Plettratore apparentemente e volutamente "sporco" per avere un impatto unico ed uno stile controcorrente dalle sonorità "medievaleggianti" (anche grazie al suo modo di eseguire gli accordi toccando con una tecnica particolare le corde della tastiera della chitarra), seppur velocissimo, esegue assoli con pesanti distorsioni; talvolta ha voluto creare assoli ben più "standardicamente melodici", come ad esempio in Blood Brothers o in The Talisman.
Al suo arrivo negli Iron Maiden fu latore di uno stile molto stradaiolo e volutamente rumoroso, completamente differente da quello di Adrian Smith, derivato soprattutto dall'influenza benefica dei Deep Purple nella sua passione per la chitarra e dalla sua esperienza come chitarrista nei Gillan e nel disco solista di Bruce Dickinson. Fu però questo suo stile a far ritornare gli Iron Maiden all'Heavy Metal, con album come No Prayer for the Dying e Fear of the Dark. Si è rivelato capace anche di melodie più studiate e orientaleggianti, come nella citata The Talisman, o di atmosfere teatrali, come nella sontuosa The Legacy. Largo è l'uso che fa delle scale più svariate, a volte servendosi di tecniche come lo sweep picking. Le sue composizioni, soprattutto nel periodo reunion, ma in certi casi anche nel periodo con Bayley, sono complesse e alle volte anche epicheggianti ed evocative (come Dance of Death o Dream of Mirrors).
Da sempre amante delle Fender Stratocaster, ne possiede diversi modelli, tutti pesantemente modificati, tra cui una nera con tastiera in ebano donatagli da Ian Gillan. Questa chitarra fu modificata con l'aggiunta di pickup Seymour Duncan JBjr. e rimane, nonostante le condizioni disastrate (come la vernice pesantemente rovinata dall'usura, o il manico anch'esso usurato), la più utilizzata da Janick durante i suoi concerti. Ne possiede anche un modello simile color crema, ugualmente disastrato se non di più, che monta, oltre ai JB jr., anche un Hot Rail Seymour Duncan al centro. Recentemente è diventato endorser per la Sandberg, e ha perciò aggiunto al suo gear due Sandberg California.
Le Stratocaster che ha usato nella sua carriera sono:
- una nera con tastiera in ebano, dono di Ian Gillan, che è tuttora la più utilizzata. Ha visto sostituiti prima il pickup al ponte, ed in seguito quello al manico;
- una con colorazione 'Natural', manico in acero ed una stampa della bandiera inglese sul body (si vede nel video di Holy Smoke);
- una bianca con battipenna bianco e tastiera in palissandro. Monta un pickup Seymour Duncan Hot Rail al centro;
- una color crema con battipenna bianco e finitura rovinata. Recentemente ha sostituito l'originale pickup Fender al centro con un Seymour Duncan Hot Rail nero;
- una con colorazione sunburnst e tastiera in palissandro. Si può vedere utilizzata nella versione di From here to Eternity del concerto Live at Donington;

Tutte le chitarre montano Seymour Duncan JBjr. al ponte ed al manico.

## Discografia

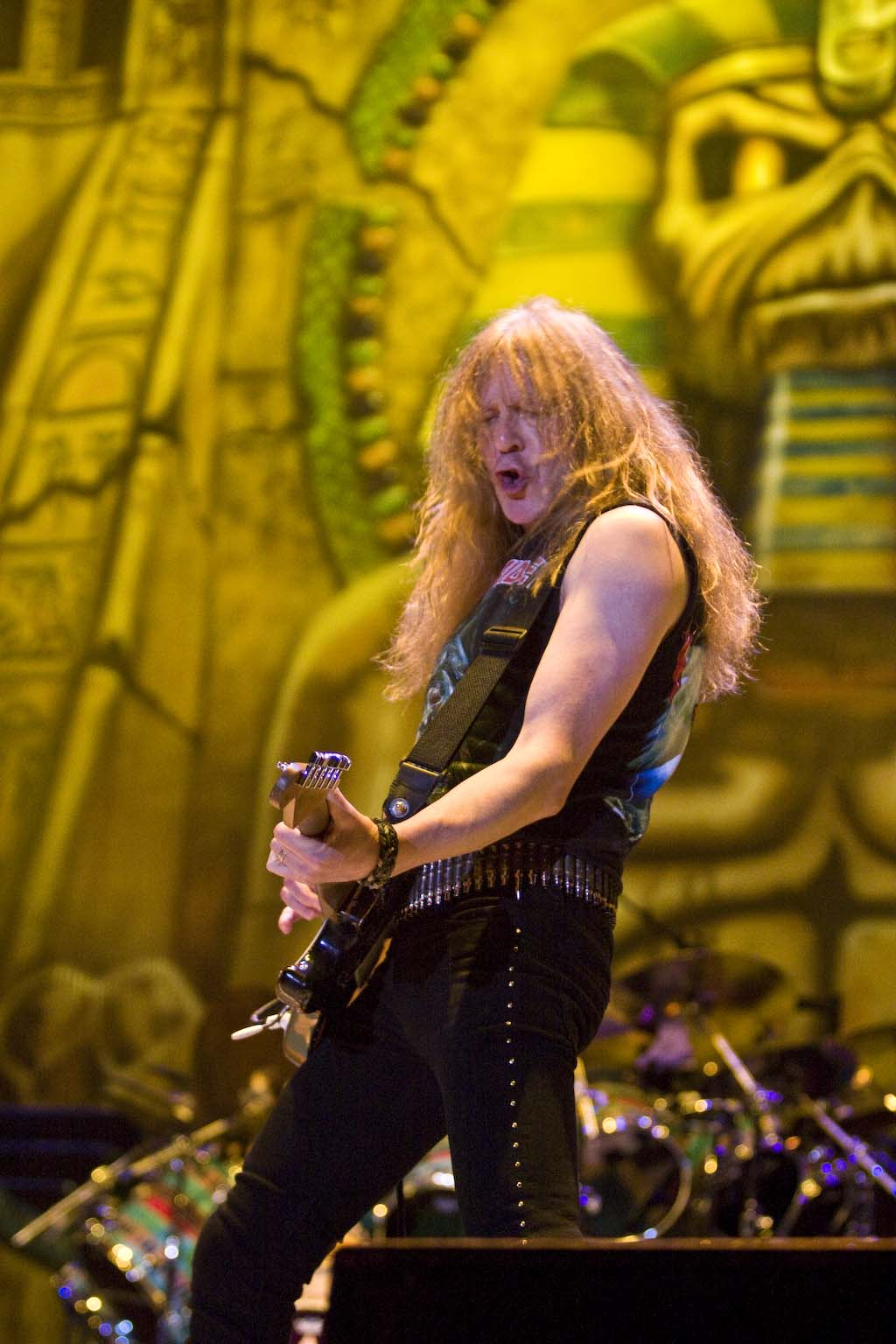
Janick Gers in concerto nel 2008

### Con i White Spirit
- 1980 - White Spirit

### Con i Gillan
- 1981 - Double Trouble
- 1982 - Magic

### Con i Gogmagog
- 1985 - I Will Be There

### Con Fish
- 1990 - Vigil in a Wilderness of Mirrors

### Con Bruce Dickinson
- 1990 - Tattooed Millionaire

### Con gli Iron Maiden
- 1990 - No Prayer for the Dying
- 1992 - Fear of the Dark
- 1995 - The X Factor
- 1998 - Virtual XI
- 2000 - Brave New World
- 2003 - Dance of Death
- 2006 - A Matter of Life and Death
- 2010 - The Final Frontier
- 2015 - The Book of Souls
- 2021 – Senjutsu